# Maria Romakina
Maria Romakina (* um 1935; † nach 1990) war eine deutschsprachige Filmschauspielerin.

## Leben und Wirken
Maria Romakina war wahrscheinlich russischer Herkunft. Sie wirkte seit 1977 in einigen Filmen der DEFA und des DDR-Fernsehens mit. Nach 1990 sind keine Produktionen mit ihr mehr bekannt.

## Filmographie
- Der Dicke und ich, 1981
- Einer vom Rummel, 1983
- Märkische Chronik, Fernsehserie, 1983, 7 Folgen
- Meine Frau Inge und meine Frau Schmidt, 1985
- Der Doppelgänger, 1985
- Junge Leute in der Stadt, 1985
- Die dritte Frau, Fernsehfilm, 1985
- Der Staatsanwalt hat das Wort, Fernsehserie, 1987, ein Film, als alte Frau
- Die Entfernung zwischen dir und mir und ihr, 1988
- Der Eisenhans, 1988
- Johanna, Fernsehserie, 1989, 3 Folgen
- Rückwärts laufen kann ich auch, 1990